# 14号华盛顿州州道
14号华盛顿州州道（英語：State Route 14）是一条全场180.66英里（290.74）的华盛顿州州道。公路沿着哥伦比亚河北岸在东西方向延伸，与南岸的84号州际公路隔河相对。14号州道起始于它与5号州际公路在温哥华的交流道，以4车道高速公路的形式向东延伸，与205号州际公路交汇，然后连接了卡默斯、瓦休戈。之后14号州道以两车道普通公路的形式连途径克拉克县、斯卡梅尼亚县、克里基塔特县和本顿县，最后在普利茅斯通过交流道与82号州际公路与395号美国国道相连。